# 1797년 수마트라 지진
1797년 수마트라 지진은 1797년 2월 10일 현지 시각 오후 10시경에 발생한 지진이다. 이 지진은 순다 메가스러스트의 수마트라 세그먼트 일부가 파열된 일련의 강진 중 최초로 기록된 지진이다. 지진으로 쓰나미가 발생해 150-200톤급 영국 선박이 파당에서 아라우강 내륙 1 km 안쪽까지 밀려들어갈 정도로 큰 피해를 입었다.

## 배경
수마트라섬은 인도-오스트레일리아 판과 유라시아판이 만나 수렴하는 섭입대 경계에 있다. 두 판 사이의 섭입은 수마트라섬 근처에서 급한 경사로 내려가며, 순다 메가스러스트라는 섭입대를 따라 거의 순수한 수직단층이, 대수마트라 단층을 따라 거의 순수한 주향이동단층이 있는 수직과 수평이동이 동시에 있는 사교단층이다. 섭입대 경계를 따라 발생하는 거대한 단층 미끄러짐은 대부분 해구형지진으로 발생한다.
역사적으로는 1797년, 1833년, 1861년, 2004년, 2005년, 2007년에 거대한 해구형지진이 발생했으며 대부분 지진과 함께 파괴적인 쓰나미도 발생했다. 그 외에도 1935년, 1984년, 2000년, 2002년에도 위에보다는 작은 해구형지진이 대지진의 주기 중간 단층 미끄러짐 지역 사이 틈새에서 일어나기도 했다.

## 특성

### 지진
파당에서는 지진의 흔들림이 약 1분간 지속되었다. 1845년과 1847년의 보고서에 따르면 1797년의 지진은 파당 주민들이 기억하는 가장 강력했던 지진이었거나 지난 40년간 가장 강했던 지진이었다고 증언했다.

### 쓰나미
파당과 아이르마니스에 발생한 쓰나미의 높이는 약 5-10 m로 추정되며, 산호초의 미세가지 융기 정도에서 추정된 기초 매개변수를 이용해 쓰나미 영향을 모델링한 결과 몇 안되는 역사적 피해 기록과 거의 일치했다.
1797년 지진으로 발생한 쓰나미 보고서는 파당 주변 기록에만 국한되었으며 지진으로 발생한 해저 산사태로 쓰나미가 발생했을 가능성이 높다고 추정했다.

## 피해
지진으로 수많은 가옥이 붕괴되거나 파손되었다. 쓰나미가 150-200톤급에 달하는 영국 범선을 아라우강 내륙 1 km 안쪽까지 밀어내버렸고, 더 작은 보트와 함선의 경우 최대 내륙 1.8 km 지점까지 쓰나미 때문에 밀려들어간 경우도 있었다. 파당의 아이르마니스 해변은 마을 전체가 침수되었고 다음날에는 나뭇가지 위에서 쓰나미를 피하기 위해 나무 위로 올라갔던 여러 사람들의 시신이 발견되었다. 파당에서는 2명의 사망자만 보고되었지만 아이르마니스에서는 더 많은 사상자가 발생했다. 바투 제도에서도 피해가 보고되었다.

## 같이 보기
- 인도네시아의 지진 목록
- 역사지진